# Droit de vote des femmes au Canada

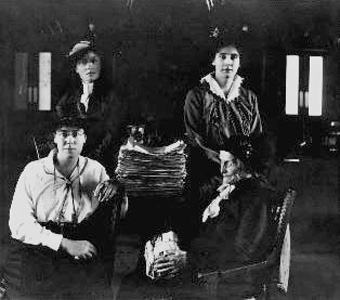
Présentation d'une pétition de la Ligue pour l'égalité politique en faveur du droit de vote des femmes, Winnipeg, le 23 décembre 1915.

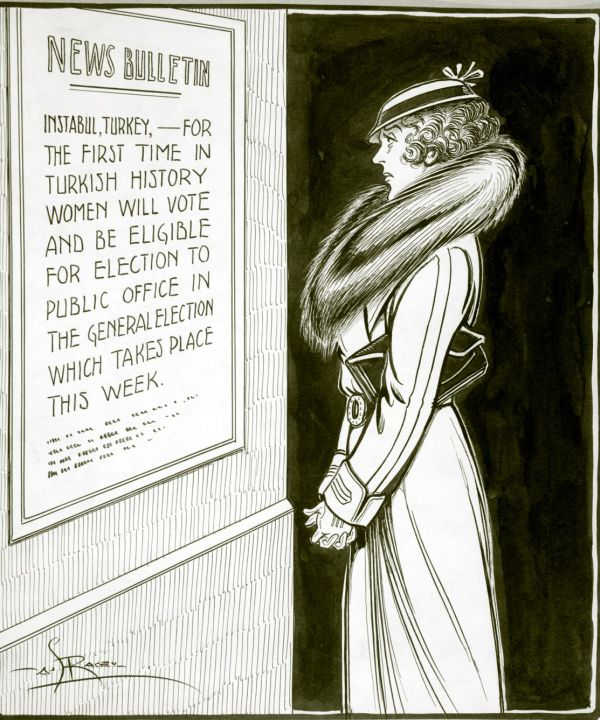
Caricature politique commentant le droit de vote des femmes au Québec, en 1930.

Le droit de vote des femmes au Canada est régi par l'article  3 de la Charte canadienne des droits et libertés ; sous un angle historique, il a émergé à des moments différents, dans différents ordres de gouvernement et en fonction de différentes catégories démographiques auxquelles la femme appartenait. Par exemple, le droit de vote des femmes a commencé dans les trois provinces des Prairies commençant par le Manitoba qui fut la première province a donné le droit de vote. En 1916, les femmes du Manitoba, de la Saskatchewan et de l’Alberta ont obtenu ce droit. Puis, le gouvernement fédéral a accordé un droit de vote limité en temps de guerre à certaines femmes en 1917 qui a été suivi avec le droit de vote complet en 1918, cependant le droits de vote étais accordé sur les mêmes bases que les hommes. C'est-à-dire que certaines races et certains statuts étaient exclus du vote aux élections fédérales avant 1960.
À la fin de 1922, toutes les provinces canadiennes, à l’exception de la province de Québec, avaient accordé le droit de vote complet aux femmes blanches et noires, cependant les femmes asiatiques et autochtones ne pouvaient toujours pas voter. À Terre-Neuve, qui était encore une nation distinct, les femmes ont obtenu le droit de vote en 1925 excluant les femmes asiatiques et autochtones. Concernant, les femmes du Québec, celle-ci, à l'exemptions des femmes asiatiques et autochtones, ont obtenu le plein droit de vote que dans l'année 1940.
Le suffrage municipal a été accordé en 1884 aux veuves et aux célibataires qui était propriétaires dans les provinces du Québec et de l'Ontario. En 1886 celui-ci fut accordé, dans la province du Nouveau-Brunswick, à toutes les femmes qui était propriétaires, à l'exception de celles dont le mari était électeur. En 1886, en Nouvelle-Écosse le droit de vote municipal fut accordé au femme étant veuve et aux célibataire propriétaire et suivant les mêmes restriction l'Île-du-Prince-Édouard suivi la Nouvelle-écosse en 1888. 
Les femmes ( ainsi qu'aux hommes ) asiatiques n’ont obtenu le droit de vote qu’après la Deuxième Guerre mondiale, en 1948. Les femmes ( ainsi qu'aux hommes ) inuites n’ont obtenu le droit de vote qu’en 1950, et ce n’est qu’en 1960 que le droit de vote (aux élections fédérales) a été étendu aux femmes (ainsi qu'aux hommes) des Premières Nations sans que celle-ci soient obligées de renoncer à leur statut autochtones. Les femmes ( ainsi qu'aux hommes ) prisonnières purgeant des peines de moins de deux (2) ans n'ont obtenu ce droit qu'en 1993, et les femmes (ainsi qu'aux hommes) prisonnières purgeant des peines plus longues n'ont obtenu le droit de vote qu'en 2002.

## Histoire ancienne (années 1870-1880)

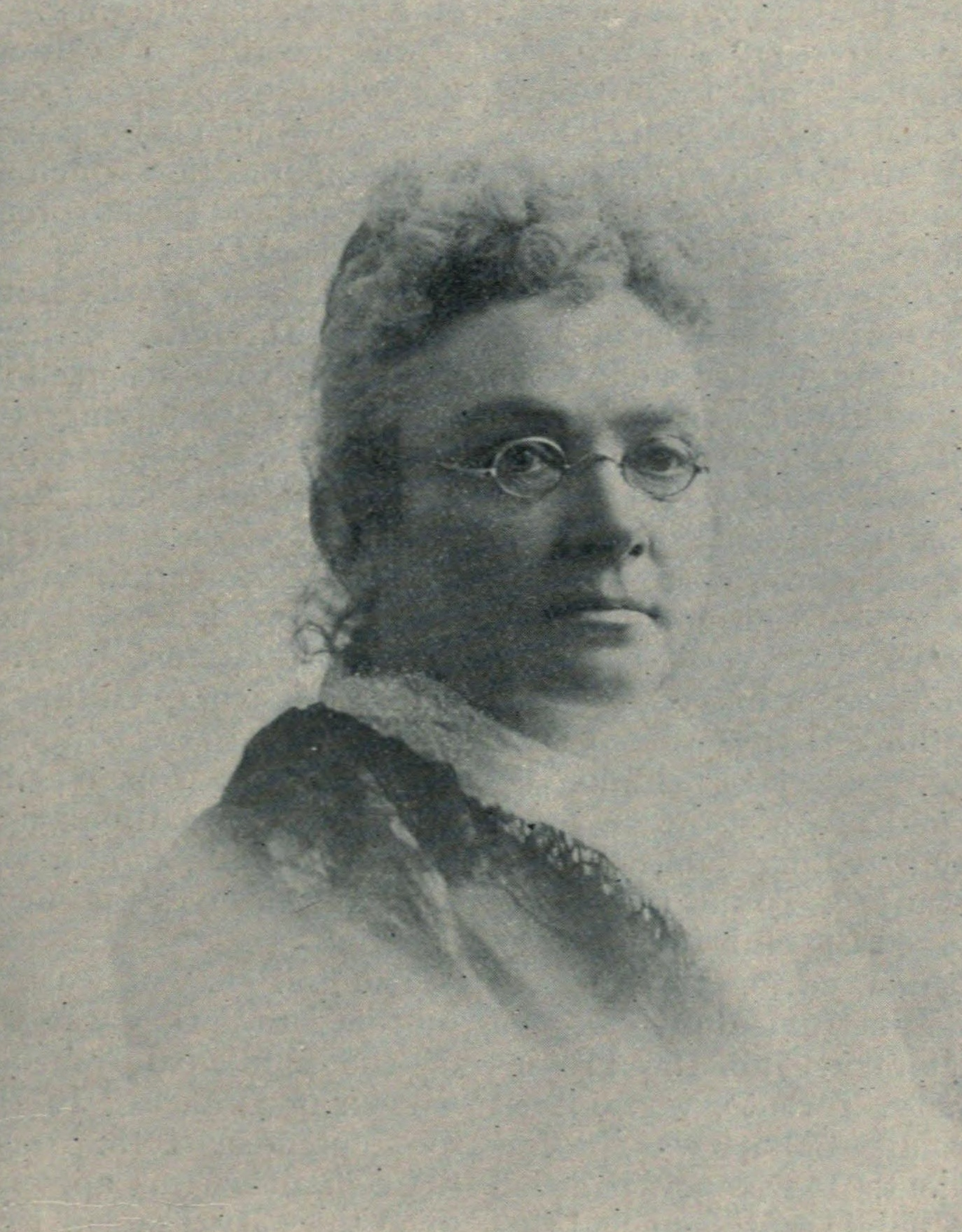
Emily Stowe.

La cause du suffrage des femmes a commencé en 1876, lorsque la Dre Emily Stowe est venue dans le ville de Toronto pour pratiquer la médecine.  Dre Stowe fut la première femme médecin au Canada ainsi que, pendant plusieurs années, la seule femme médecin au Canada. Dre Emily Stowe, fortement intéressée par tout ce qui concerne le sujet de la femme, s'est immédiatement présentée au public en tant que conférencière sur des sujets alors nouveaux. Par exemple, « La sphère féminine » et « Les femmes dans la profession » étant ses sujets de prédilections . Dre Stowe a donné des conférences non seulement dans la ville de Toronto, mais également sous les regards de divers institutions de mécanique, dans les villes d'Ottawa, de Whitby et de Bradford.
Au début, les suffragistes étaient en général des femmes noires. Ces femmes ont plaidée pour le droit de vote dans le but d’améliorer leur statut social ainsi que de créer une société meilleure. En revanche , les abolitionnistes noirs, les syndicalistes, les socialistes et les militants de la tempérance les ont soutenus.

### Le Club littéraire féminin de Toronto etla Loi sur les municipalitésde l'Ontario
Après avoir assisté à une réunion de l'American Society for the Advancement of Women à Cleveland en 1877, et après avoir rencontré de nombreuses femmes suffragettes des États-Unis, La Dre Stowe de retour au Canada, sentit que le temps était venu d'une union similaire entre les femmes canadiennes. Cependant, après en avoir discuté avec son amie Helen Archibald, elles décidèrent qu'il ne serait pas politique de tenter de créer immédiatement une association pour le droit de vote des femmes. Au lieu de cela, Stowe et Archibald organisèrent en novembre 1877 la première rencontre du Toronto Woman's Literary Club (TWLC),.

Sarah Anne Curzon (1897).

Au cours des cinq (5) prochaines années, ce club a connu une croissance phénoménale, ajoutant à ses rangs plusieurs  femmes bien connue telles que Mary McDonell ( WCTU ), Mme WB Hamilton, Mme WI Mackenzie, Mme J. Austin Shaw ainsi que bien d'autres. Le club a également suscité une attention surprenante de la part de la presse et des médias. Parmi les assistantes les plus compétents depuis sa création, on trouve Sarah Anne Curzon, qui fut pendant de nombreuses années la rédactrice adjointe du journal le Canada Citizen.
C'était l'habitude du club de se réunir chaque jeudi à 15 heures, au domicile de l'un de ces membres. Bien qu'il ne s'agissais pas ouvertement d'une société de suffragettes, aucune occasion n'a été perdue de promouvoir cette idée fondamentale des fondatrices du clubs. L’un des premiers efforts dans la direction de la promotion de l'idée du droit de votes des femmes fut un article d’Archibald nommé « La femme sous le droit civil », qui suscita plusieurs discussions et servit de matériel pédagogique envers l'idée. De plus, au cours des années, principalement grâce au travail acharné du TWLC, l'Université de Toronto a ouverte ces portes aux femmes, avec Eliza Balmer comme la première étudiante. 
En 1882, la Loi sur les municipalités de l’Ontario a été modifiée pour accordé aux femmes mariées, aux veuves ainsi qu'aux célibataires, si celle-ci possédaient les qualifications nécessaires(par exemple être propriétaire, faire partie de certaine races et etc.), le droit de voter sur les règlements municipaux ainsi que sur certaines autres questions municipales considérés mineures. En 1884, la loi fut de nouveau modifiée, étendant le droit de vote aux élections municipales sur toutes les questions aux veuves et aux femmes célibataires. Cette extension, lors des élections municipales tenues dans la ville de Toronto le 4 janvier 1886, fut extrêmement  important et le vote des femmes a abouti à l'élection d'un candidat engagé en faveur des réformes, le représentant William Holmes Howland. 

### Association canadienne pour le suffrage des femmes

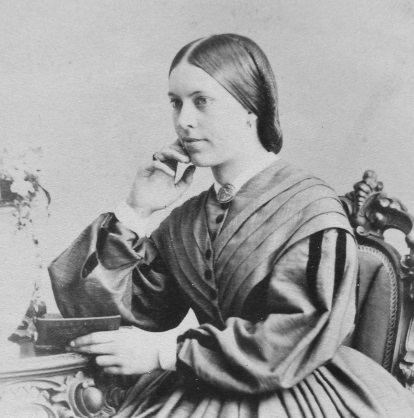
Jessie Turnbull, présidente.

En 1883, la Toronto Woman's Literary Club devient la Toronto Women's Suffrage Association.

En 1883, les membres du TWLC pensais que l’opinion publique avait suffisamment progressé pour justifier la création d’une association pour le suffrage des femmes. Le 1er février 1883, le club s'est donc réuni et a décidé ce qui suit : 
... que, compte tenu du but pour lequel le Toronto Woman's Literary Club a été créé, ayant été atteint, à savoir favoriser un sentiment public général ainsi que vivant en faveur du suffrage des femmes, ce Club se dissout par la présente pour former l'Association canadienne du suffrage des femmes .
Le mois suivant, le 5 mars, lors d'une réunion du conseil municipal, le Toronto Women's Literary and Social Progress Club a demandé l'utilisation de la salle du conseil le 9 mars. Leur objectif était d'avoir une conversation pour discuter de l'opportunité d'accorder le droit de vote aux femmes qui possédaient les qualifications de propriétaire, cette même qualification qui permettait la majorité des hommes de détenir le droit de vote. Puis de procéder à la création d'un club de suffrage remplaçant le TWLS. En conséquence, le 9 mars 1883, Jessie Turnbull McEwen, qui était présentement la présidente du club, était présente en compagnie des personnes ci-dessous : le maire Arthur Radcliffe Boswell, l'ancien échevin John Hallam, l'échevin John Baxter, John Wilson Bengough, Thomas Bengough, Thomas Phillips Thompson et M. Burgess, le rédacteur en chef de Citizen . Ce qui a abordé à la création de l'Association canadienne pour le suffrage des femmes qui a été officiellement inaugurée et 40 personnes (la plupart des anciens membres du TWLS) se sont inscrites comme membres là soirée même. 
La première tâche entreprise par l’Association fut l'obtention du droit de vote municipal pour les femmes ontarienne. Le 10 septembre 1883, un comité fut appointé pour exhorter le conseil municipal à demander au gouvernement local d'adopter un projet de loi accordant le droit de vote municipal aux femmes. Le comité était composé des femmes suivantes : Dre Stowe, McEwen, Mme Hamilton, Mme Miller, Mme Mackenzie ainsi que Mme Curzo, avec le pouvoir d’en ajouter d’autres. Le comité a rencontré Oliver Mowat, qui était dans le temps le premier ministre de l'Ontario. Dès le début, les membres de l’Association ont reconnu qu’il serait injuste d’exclure les femmes mariées de pouvoir avoir accès au droit de vote, en l’accordant uniquement aux veuves ainsi qu'aux femmes célibataires. En revanche, il a été convenu qu'il n'était pas sage de critiquer le projet de loi sur le droit de vote devant la Chambre, selon le principe qu'« une demi-miche de pain vaut mieux que pas de pain ». En conséquence, les objections furent mises de côté et chaque femme de l'association travailla en faveur de cette réforme partielle, bien que si elles étaient mariées, elles en ne bénéficieraient pas.

### Collège médical pour femmes
Une autre œuvre importante accomplie à cette époque, plus ou moins directement grâce à l’influence de l'Association des suffragettes , fut l’ouverture du Woman’s Medical College dans le ville de Toronto. Dre Stowe (avec Jennie Kidd Trout ) avait, dans les années 1870, réussi à s'imposer dans le cours sur la chimie à la faculté de médecine de Toronto. Vers 1879, Dre Stowe fit part de son intention d'inscrire sa fille, Augusta Stowe-Gullen, comme étudiante en médecine. La Dre Augusta Stowe-Gullen a obtenu son diplôme de MDCM en 1883, devenant ainsi la première femme à obtenir un tel diplôme dans un établissement canadien. Grâce à la persévérance de Dre Stowe ainsi que de sa fille, plusieurs autres femmes ont pris conscience des possibilités offertes par la profession médicale, ce qui a fait que les demandes d'admission ont été si grandes qu'il a été jugé comme une bonne idée d'ouvrir un collège médical pour les femmes dans la ville de Toronto. La Dre Stowe-Gullen fut nommé démonstratrice en anatomie.
Après le travail effectué pour obtenir le droit de vote municipal en 1883, et plus tard, la lutte pour l'ouverture du Woman's Medical College, il y eut une pause de leurs actions jusqu'en 1889, lorsque Dre Stowe prit des dispositions pour faire venir la Dre Anna Howard Shaw à Toronto pour donner des conférences.
La Dre Stowe a envoyé plus de 4 000 invitations à chaque membre du Parlement, du conseil, du conseil scolaire ainsi que de l'association ministérielle, invitant chaque membre à être présent afin d'entendre parler sur la question de la femme. La conférence fut un grand succès, suscitant un tel intérêt que l'ancienne association pour le suffrage, qui était quasi inexistante depuis plusieurs saisons, fut réorganisée, avec Dre Stowe comme présidente ainsi que Sarah Anne Curzon comme secrétaire. En décembre 1889, Susan B. Anthony fut choisie pour donner une conférence dans l'auditorium du Woman's Medical College. Elle a réussi à accroître l’intérêt pour le travail en faveur du droit de vote des femmes, jusqu’à ce que celui-ci s’étende des femmes de la ville de Toronto à celles des villes environnantes, avec de nouveaux groupes s’organisant dans de nombreux endroits. L’Association a ensuite embauché Mary Seymour Howell, de la ville d'Albany, New York, (aux États-unis)  afin d'offrir une conférence. Mme McDonell, toujours infatigable dans son zèle pour les droits des femmes, accompagna la conférencière Howell dans de nombreuses villes ontarienne, pour encourager les associations de suffrage déjà existantes ainsi que pour l'aide à la création en d'autres.
De plus en 1889, le Women's Suffrage Association devient la Dominion Women's Enfranchisement Association.

## Années 1890

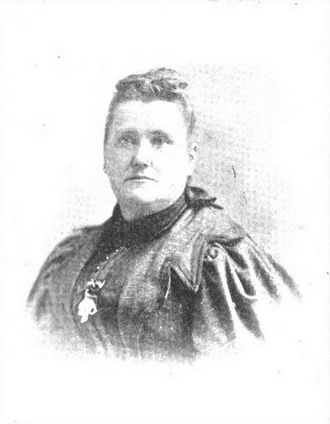
Dr Amelia Yeomans.

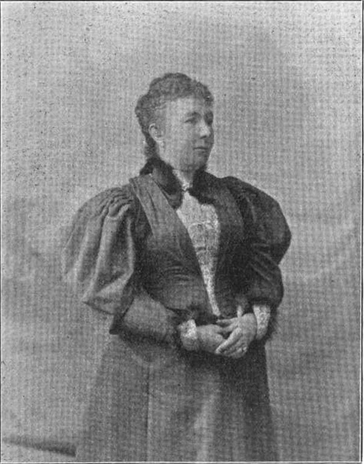
Edith Archibald.

Au début de 1890, on pensait qu'une convention pour le droit de vote des femmes du club de Dominion pourrait être organisée. Ce congrès a été dûment annoncé comme se tenant à l’Association Hall, dans la ville de Toronto, entre le 12 au 13 juin 1890. De nombreux déléguées des différentes associations de suffrage existantes de ce temps ont été reçus. Il y avait également plusieurs représentantes des clubs américains, dont : la Dre Hannah A. Kimball, de Chicago ; la révérend Anna Shaw, Isabella Hooker (la sœur de Henry Ward Beecher ) ainsi que McLellan Brown, un avocat ainsi qu'un président d'un collège de Cincinnati. Les articles qui ont suscité le plus d'attention dans cette convention étaient : « Le scrutin, sa relation avec l'économie », « La femme en tant que salariée » ainsi que « La femme dans la profession médicale ».
La couleur jaune, couleur de l'or et le symbole de la sagesse en Orient, fut choisi comme étant le symboles des suffragettes sur tout le continent et était utilisé pour les décorations de salle durant les réunions. Parmi les nombreuses dicton utilisées, on retrouve : « Les filles du Canada devraient être libres », « Pas de sexe dans la citoyenneté », « Les femmes sont la moitié du peuple » et « Les femmes ; les égaux des hommes ». La Dominion Woman's Enfranchisement Association a été dûment incorporée.
En 1890, conformément au désir des suffragistes, le maire Edward Frederick Clarke ainsi que le conseil municipal de Toronto décident d’inviter l’ Association pour l’avancement des femmes (AAW) à tenir son 18e congrès annuel à Toronto. Parmi les femmes qui ont assisté ainsi que contribué, on trouve : Julia Ward Howe, autrice ainsi que littéraires, une amie ainsi qu'associée d'Emerson, Longfellow ainsi que Holmes ; Mary F. Eastman, l'une des principales éducatrices de la Nouvelle-Angleterre ; Alice Stone Blackwell, rédactrice en chef du Woman's Journal ainsi que fille de la révérend Lucy Stone ; Clara Bewick Colby, rédactrice en chef du Woman's Tribune dans la ville de Beatrice, Nebraska, en 1883 ; le révérend Florence E. Kalloch, de la ville de Chicago ; Mme Kate Tannatt Woods, journaliste ainsi qu'écrivaine.
En 1895, les suffragettes égales du Manitoba étaient sous la direction de la Dre Amelia Yeomans. Elle a indiqué que les femmes de la WCTU ont été les premières à défendre le suffrage égal au Manitoba, ayant déposé à deux reprises des pétitions largement signées devant l’Assemblée législative provinciale. Dès 1872, les lois de la Colombie-Britannique ont été rédigées de manière à donner aux femmes mariées le droit de vote dans les affaires municipales. En 1895, dans la province de Québec, les femmes exerçaient depuis de nombreuses années le droit de vote municipal. Historiquement, lorsqu'on estimait qu'une femme serait polluée en entrant dans un bureau de vote, il était d'usage qu'un notaire rende visite aux Québécoises à leur domicile, où elles enregistraient, en sa présence, leur vote sans quitter leur chaise. L’Île-du-Prince-Édouard était la seule province du Canada où il n’existait aucune loi concernant le droit de vote des femmes. Même le droit de vote municipal n’avait pas été accordé à une supermajorité de circonscriptions électorales. En 1892, au cours des délibérations de la 31e Assemblée générale de l'Île-du-Prince-Édouard sur le « projet de loi concernant la législature » (populairement connu sous le nom de « projet de loi sur la fusion »), Neil McLeod, chef de l'opposition, a tenté d'étendre le suffrage provincial aux femmes célibataires. Il préface sa motion d'amendement à l'article 52 du projet de loi en demandant si « une femme seule [est] un sujet britannique, qui possède l'une des qualifications contenues dans les sous-sections c, g, h, i, j, k et l ». Frederick Peters, « leader du gouvernement » ainsi que président du Parti libéral, suppose que l'amendement a été « simplement introduit pour gagner un peu de popularité à bon marché. Il n'a pas réussi à l'obtenir de la part de la partie masculine du pays ainsi qu'il se lance maintenant dans une autre voie ainsi que s'efforce d'en obtenir un peu de la part des femmes ». McLeod, au lieu d'une réplique, conclut la motion vouée à l'échec : « Je soutiens que les femmes sont au moins aussi sobres, intelligentes ainsi que morales que les hommes, ainsi que les femmes célibataires possédant des biens ainsi que tenues d'effectuer des travaux statutaires ainsi que de payer des impôts, devraient avoir le droit de vote ». Limiter le vote aux femmes célibataires a également diminué la fréquence des intersections entre les enfants légitimes, l'hyperdescente ainsi que le suffrage. Dans la province du Nouveau-Brunswick, Sarah Manning, de St. John, était présidente de la WEA. Dans les provinces maritimes, Edith Archibald était présidente de la WCTU des Maritimes ainsi qu'était peut-être la pionnière du suffragette dans la province de la Nouvelle-Écosse. Mme Leon Owens était présidente de la Dominion Women's Enfranchisement Association (WEA) de la ville de Halifax.

## Le droit de vote continue

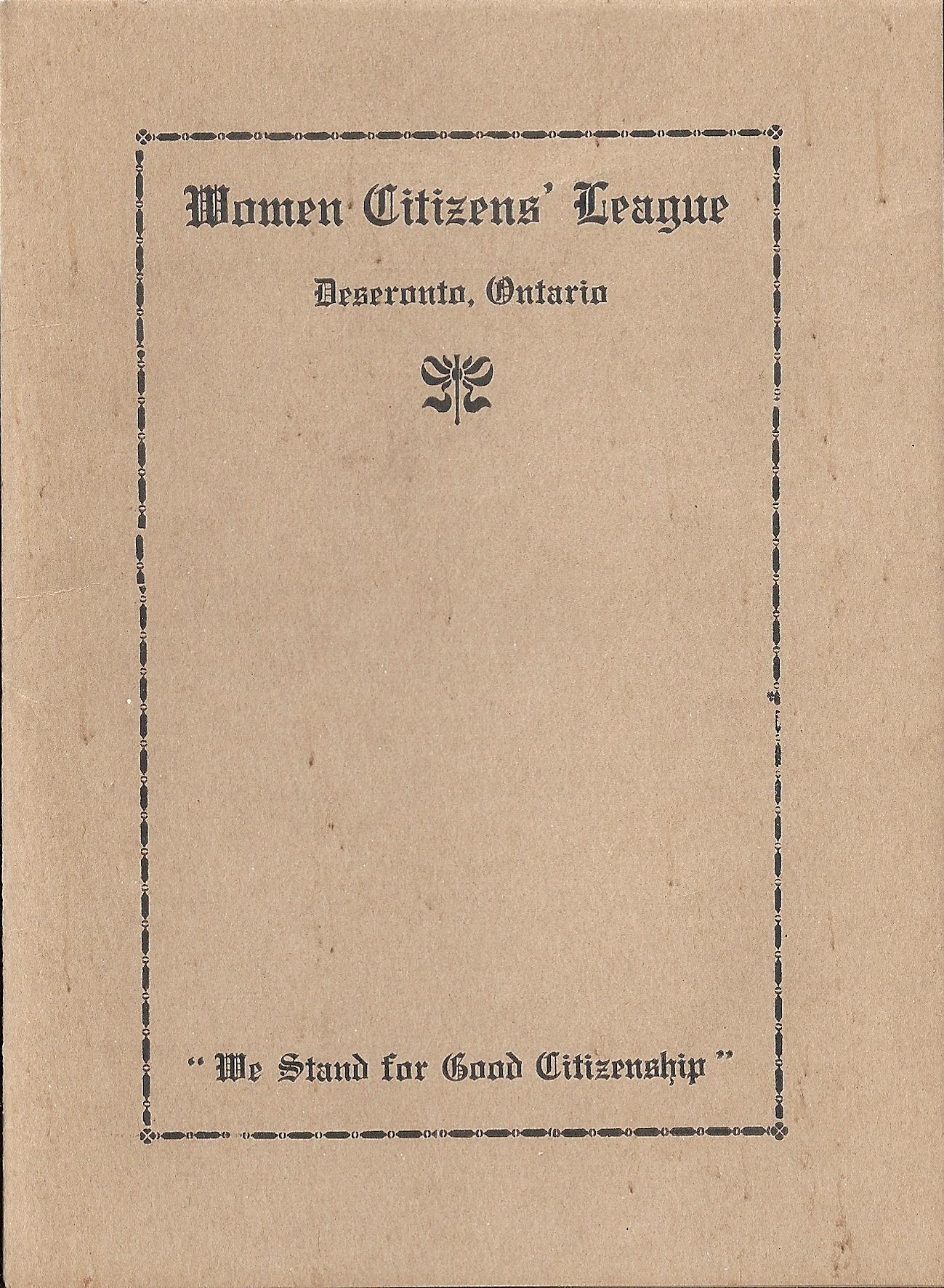
Première page d'une constitution imprimée de la Women Citizens' League, Deseronto, Ontario (1929).

Les événements mentionnés précédemment concernant le droit de vote des femmes ne concernaient que le droit de vote des femmes blanches. L'esclavage au Canada signifiait que les Noirs étaient légalement considérés comme des biens mobiliers et non comme des « personnes » ainsi que ne possédaient donc pas les droits et libertés accordés aux citoyens, comme la participation démocratique. Alors que l’esclavage était progressivement aboli, les personnes Noirs se virent progressivement accorder des droits en tant que sujets britanniques entre 1793 à 1834. En tant que sujets britanniques, elles avaient droit à des droits civils, mais ceux-ci n'étaient étendus qu'aux hommes propriétaires, car une barrière de genre existait toujours pour toutes les femmes.
Le Manitoba est devenu la première province à accorder le droit de vote aux femmes, qui s’étendait aux femmes blanches ainsi que noires. La loi controversée sur les élections en temps de guerre, adoptée le 20 septembre 1917, accordait le droit de vote fédéral aux femmes associées aux forces armées. Le 24 mai 1918, la Loi sur le suffrage des femmes a été promulguée, accordant aux citoyennes de plus de 21 ans le droit de vote fédéral, que leur province ait approuvé ou non le droit de vote. Alors que les femmes ont obtenu le droit de se présenter comme députées au Parlement en 1919, la député Agnes McPhail n'a été élue à la Chambre des communes qu'en 1921. Le droit de vote n’a toujours pas été accordé aux femmes asiatiques ainsi qu'autochtones.
Aux XIXe et XXe siècles, les personnes asiatiques ont commencé à immigrer au Canada et se sont vu refuser le droit de vote aux élections provinciales ainsi que fédérales. De plus, les Canadiens d’origine asiatique se sont vu refuser le droit de vote. En 1920, la Loi des élections fédérales a été adoptée par le Parlement. Elle stipulait que les provinces ne pouvaient pas discriminer les gens en fonction de différences ethniques, mais cela excluait toujours les Canadiens ainsi que les Canadiennes d'origine asiatique, ce qui signifie qu'ils se voyaient toujours refuser le droit de vote. La Loi sur les élections fédérales a été abrogée en 1948 et est entrée en vigueur en 1949. La privation du droit de vote des Canadiens d’origine asiatique a finalement pris fin après la Deuxième Guerre mondiale.
En 1920, la Loi sur les Indiens a été modifiée pour permettre « l’émancipation involontaire » des hommes autochtones. Seuls certains hommes autochtones étaient jugés dignes d’être émancipés, notamment ceux possédant un diplôme universitaire. L’amendement a suscité une réaction peu encourageante, ce qui a suscité des objections de la part des communautés autochtones, ce qui a conduit à son abrogation. Le droit de vote volontaire a été introduit après l’amendement. En 1960, le Parlement a adopté la Loi électorale du Canada qui accordait à tous les « Indiens » inscrits le droit de vote. L’intention derrière cette législation était triple. Le premier facteur est que le gouvernement canadien ne voulait pas imiter le gouvernement américain en refusant le droit de vote aux Afro-Américains. Deuxièmement, la Déclaration canadienne des droits récemment introduite fait référence à la non-discrimination (avant la Charte canadienne des droits et libertés ). Finalement, cela a été perçu comme un pas vers la décolonisation ainsi qu'une plus grande autonomie des communautés autochtones.
De plus, jusqu’en 1985, une femme des Premières Nations qui épousait un homme non autochtone était automatiquement émancipée, tout comme les enfants qu’elle pouvait avoir. Avant 1985, cela signifiait également que ses enfants perdaient leur statut officiel d’« Indien », y compris le droit de vivre dans une réserve autochtone, même si un homme des Premières Nations ne perdait pas son statut de cette façon. Une fois que les peuples autochtones ont été émancipés ainsi que retirés de la couverture de la Loi sur les Indiens, ils ont obtenu des droits identiques à ceux des autres citoyens canadiens.

## Chronologie
| Date                                                                                 | Jurisdiction              | Statut | Effets | Premier Ministre et Parti |
| ------------------------------------------------------------------------------------ | ------------------------- | --- | --- | --- |
| 1916: 28 janvier                                                                     | Manitoba                  | An Act to amend The Manitoba Election Act (Disponible en anglais seulement) Statuts du Manitoba 1916, ch. 36 | Pour les femmes qui n'étaient pas asiatiques ou autochtones : égalité de vote | Tobias Norris: Libéral |
| 1916: 14 mars                                                                        | Saskatchewan              | An Act to amend the Statute Law. (Disponible en anglais seulement) Statuts de la Saskatchewan 1916, ch. 37 | Pour les femmes qui n'étaient pas asiatiques ou autochtones égalité de vote | Walter Scott: Libéral |
| 1916: 19 Avril                                                                       | Alberta                   | An Act to provide for Equal Suffrage (Titre abrégé : The Equal Suffrage Statutory Law Amendment Act) (Disponible en anglais seulement) Statuts de l'Alberta 1916, ch. 5                                                                                   | Pour les femmes qui n'étaient pas asiatiques ou autochtones: égalité de vote | Arthur Sifton: Libéral |
| 1917: 5 avril                                                                        | Colombie-Britannique      | An Act to amend the Provincial Elections Act (Short title: Provincial Elections Act Amendment Act, 1917) (Disponible en anglais seulement) Statuts de la Colombie-Britannique 1917, c. 23                                                                 | Pour les femmes qui n'étaient pas asiatiques ou autochtones: égalité de vote | Harlan Carey Brewster: Libéral |
| 1917: 12 avril                                                                       | Ontario                   | An Act to amend the Ontario Election Act (Short title: The Election Law Amendment Act, 1917) (Disponible en anglais seulement) Statuts de l'Ontario 1917, ch. 6                                                                                           | Pour les femmes qui n'étaient pas asiatiques ou autochtones: égalité de vote | Sir William Howard Hearst: Conservateur |
| 1917: 20 septembre                                                                   | Fédéral                   | Loi des élections en temps de guerre, Statuts du Canada 1917, ch. 39 | Vote accordé aux femmes asiatiques ou autochtones, et étaient les épouses, veuves, mères, sœurs ou filles d'hommes qui servaient dans l'armée canadienne ou britannique, jusqu'à ce que ces hommes soient démobilisés. | Sir Robert Borden: Unioniste |
| 1917: septembre 20                                                                   | Fédéral                   | Loi des électeurs militaires, Statuts du Canada 1917, ch. 34 | Vote accordé aux femmes qui étaient en service actif pour le Canada ou la Grande-Bretagne et qui n'étaient ni asiatiques ni autochtones, jusqu'à la démobilisation | Sir Robert Borden: Unioniste |
| 1918: 26 avril                                                                       | Nouvelle-Écosse           | An Act to amend and consolidate the Acts in respect to the Electoral Franchise (Titre abrégé : The Nova Scotia Franchise Act) (Disponible en anglais seulement) Statuts de la Nouvelle-Écosse 1918, ch. 2                                                 | Pour les femmes qui ne sont ni asiatiques ni autochtones: égalité de vote avec les hommes, seuls les propriétaires pouvaient voter | George Henry Murray: Libéral |
| 1918: 24 mai                                                                         | Fédéral                   | Loi ayant pour objet de conférer le droit de suffrage aux femmes Statuts du Canada 1918, ch. 20 | Pour les femmes qui n'étaient pas asiatiques ou autochtones: égalité totale des droits de vote pour les hommes et les femmes, entrée en vigueur le 1er janvier 1919 | Sir Robert Borden: Unioniste |
| 1919: 17 avril                                                                       | Nouveau-Brunswick         | An Act to extend the electoral franchise to women, and to amend the New Brunswick Electors Act (Titre abrégé : New Brunswick Election Act amended) (Disponible en anglais seulement) Lois de l' Assemblée législative du Nouveau-Brunswick 1919, chap. 63 | Pour les femmes qui n'étaient pas asiatiques ou autochtones: pleine égalité de vote, mais les femmes ne sont pas éligibles à l'Assemblée législative | Walter Edward Foster: Libéral |
| 1919: 20 mai                                                                         | Yukon                     | An Ordinance respecting Elections (Titre abrégé : Election Ordinance) (Disponible en anglais seulement) Ordonnances du Territoire du Yukon 1919, ch. 7 | Pour les femmes qui n'étaient pas asiatiques ou autochtones: égalité de vote | George P. MacKenzie: Commissaire du Yukon |
| 1922: 3 mai                                                                          | Île-du-Prince-Édouard     | The Election Act, 1922 (Disponible en anglais seulement) Statuts de l'Île-du- Prince- Édouard 1922, ch. 5 | Pour les femmes qui n'étaient pas asiatiques ou autochtones: égalité de vote | John Howatt Bell: Libéral |
| 1925: 3 avril                                                                        | Terre-Neuve-et-Labrador   | An Act to amend Chap. 3 of the Consolidated Statutes of Newfoundland (Third Series) entitled "Of the Election of Members of the House of Assembly" (Disponible en anglais seulement) Lois de l'Assemblée générale de Terre-Neuve 1925, ch. 7              | Pour les femmes qui n'étaient pas asiatiques ou autochtones: Les femmes âgées de 25 ans et plus ont obtenu le droit de vote ; les hommes âgés de 21 ans et plus et n'étant pas d'origine asiatique ou asiatique ont obtenu le droit de vote. Terre-Neuve a été un dominion et une colonie de la Couronne séparée du Canada jusqu'en 1949 | Walter Stanley Monroe: Liberal-Conservative-Progressive Party |
| 1940: 25 avril                                                                       | Québec                    | Loi accordant aux femmes le droit de vote et d'éligibilité Statuts du Québec 1940, ch. 7 | Pour les femmes qui n'étaient pas asiatiques ou autochtones: égalité de vote | Adélard Godbout: Libéral |
| 1951: 12 juin                                                                        | Territoires du Nord-Ouest | An Ordinance respecting the Franchise of Electors and the Election of Members to the Council of the Northwest Territories (Titre abrégé : Elections Ordinance) (Disponible en anglais seulement) Ordonnances des Territoires du Nord-Ouest 1951, ch. 18   | L'égalité des droits de vote depuis la première élection des membres du Conseil en 1951 | Hugh Andrew Young: Commissaires des territoires du Nord-Ouest |
| 1999: 1er avril                                                                      | Nunavut                   | Loi électorale du Nunavut, Statuts du Nunavut 2002, c. 17, qui a abrogé et remplacé la Loi électorale, Statuts révisés des Territoires du Nord-Ouest (Nu) 1988, c. E-2, qui était temporairement en vigueur au Nunavut.                                   | Égalité du statut électoral depuis la création du Nunavut. Avant la création du Nunavut, les femmes avaient le droit de vote dans les Territoires du Nord-Ouest depuis que les membres du Conseil ont été élus pour la première fois en 1951.                                                                                            | Égalité du statut électoral depuis la création du Nunavut. Avant la création du Nunavut, les femmes avaient le droit de vote dans les Territoires du Nord-Ouest depuis que les membres du Conseil ont été élus pour la première fois en 1951. |
| Source : Bibliothèque du Parlement Parl Info : Le droit de vote des femmes au Canada |                           | | | |

Remarque : le terme « femmes » utilisé dans le tableau désigne les femmes qui ont  21 ans et plus. Au cours des prochaines années, le droit de vote a été donnée  aux femmes âgées entre 18 à 21 ans. Ce changement a eu lieu a un niveau fédéral dans l'année 1970.